# فوتبال در آلمان

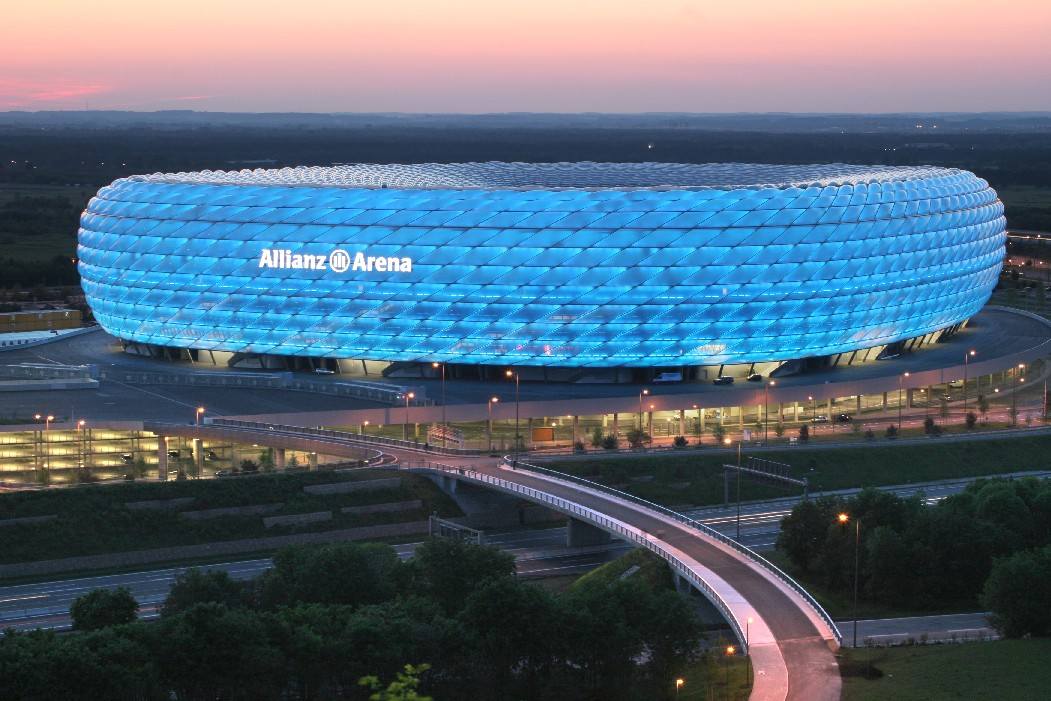
آلیانز آرنا در مونیخ، ورزشگاه باشگاه بایرن مونیخ

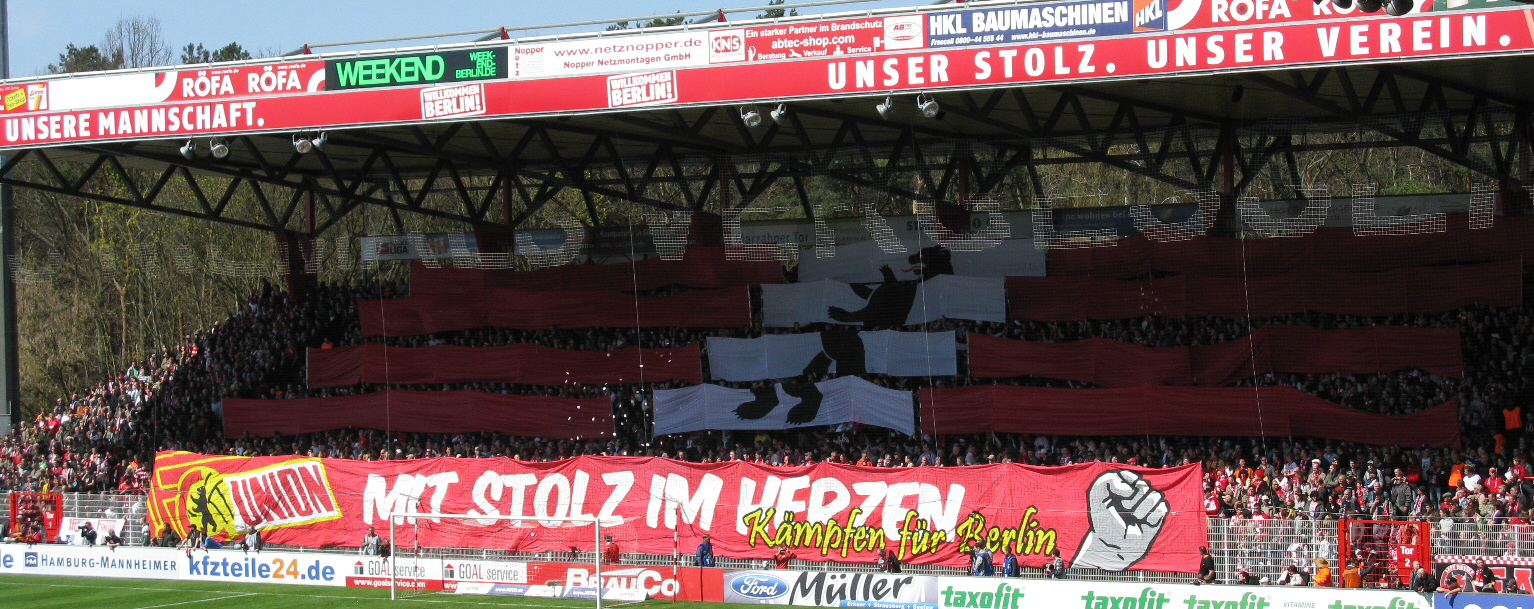
هواداران یونیون برلین، یکی از باشگاه‌های فدراسیون فوتبال آلمان

فوتبال محبوب‌ترین ورزش در آلمان است. فدراسیون فوتبال آلمان (آلمانی: Deutscher Fußball-Bund یا DFB) هیئت مدیره ملی ورزش فوتبال است. ساختار فوتبال آلمان با ۶٫۶ میلیون عضو (تقریباً هشت درصد از جمعیت) در بیش از ۲۶۰۰۰ باشگاه فوتبال سازماندهی شده است. یک سیستم لیگ که شامل، بوندس‌لیگا، بوندس‌لیگا ۲ و لیگا ۳ است. برنده بوندس لیگا قهرمان فوتبال آلمان است. علاوه بر این، مسابقات دیگری نیز وجود دارد که مهم‌ترین آنها جام حذفی فوتبال آلمان و سوپر جام فوتبال آلمان است.
تیم ملی فوتبال آلمان موفق به کسب چهار جام جهانی فوتبال (۱۹۵۴، ۱۹۷۴، ۱۹۹۰، ۲۰۱۴) شده که در کنار ایتالیا موفق‌ترین کشور در این مسابقات بعد از برزیل است. همچنین موفق‌ترین تیم با سه جام ملت‌های اروپا (۱۹۷۲، ۱۹۸۰، ۱۹۹۶) و برنده جام کنفدراسیون‌ها در سال ۲۰۱۷ است. در سال ۱۹۷۶ آلمان شرقی قهرمان فوتبال المپیک شده است. به علاوه تیم ملی فوتبال زنان آلمان موفق به کسب دو جام جهانی فوتبال زنان (۲۰۰۳، ۲۰۰۷) و موفق‌ترین تیم اروپا در جام ملت‌های اروپای زنان (۱۹۸۹، ۱۹۹۱، ۱۹۹۵، ۱۹۹۷، ۲۰۰۱، ۲۰۰۵، ۲۰۰۹، ۲۰۱۳) و همچنین یک مدال طلا در بازی‌های المپیک تابستانی سال ۲۰۱۶ کسب کرده است. آلمان و اسپانیا تنها کشورهایی هستند که موفق به کسب هر دو جام جهانی مردان و زنان شده‌اند.

## تاریخچه

### آغاز به کار
اولین مسابقه فوتبال آلمان در شهر براونشوایگ در سال ۱۸۷۴ انجام شد. در سال ۱۸۷۵ کونراد کخ اولین نسخه آلمانی از قوانین فوتبال را که شبیه راگبی بود ابداع کرد.

### اولین باشگاه‌های فوتبال
باشگاه فوتبال انگلیسی درسدن اولین باشگاه فوتبال در آلمان است و در سال ۱۸۷۴ توسط انگلیسی‌های اطراف درسدن تأسیس شد. در کمتر از ۲۰ سال بعد این بازی محبوبیت زیادی به دست آورد. پس از آن باشگاه‌های فوتبال در برلین، هامبورگ و کارلسروهه تأسیس شدند.

### تشکیل اتحادیه قبل از جنگ اول جهانی
در ۲۸ ژانویه ۱۹۰۰، نمایندگان ۸۶ باشگاه فوتبال از مناطق آلمانی زبان در داخل و خارج از امپراتوری آلمان در رستوران مارینگارتن در لایپزیگ، با تأسیس دی‌اف‌بی (DFB)، اتحادیه فوتبال آلمان را تأسیس کردند. فردیناند هوپه، نماینده دی‌اف‌سی پراگ، به عنوان اولین رئیس اتحادیه دی‌اف‌بی انتخاب شد.

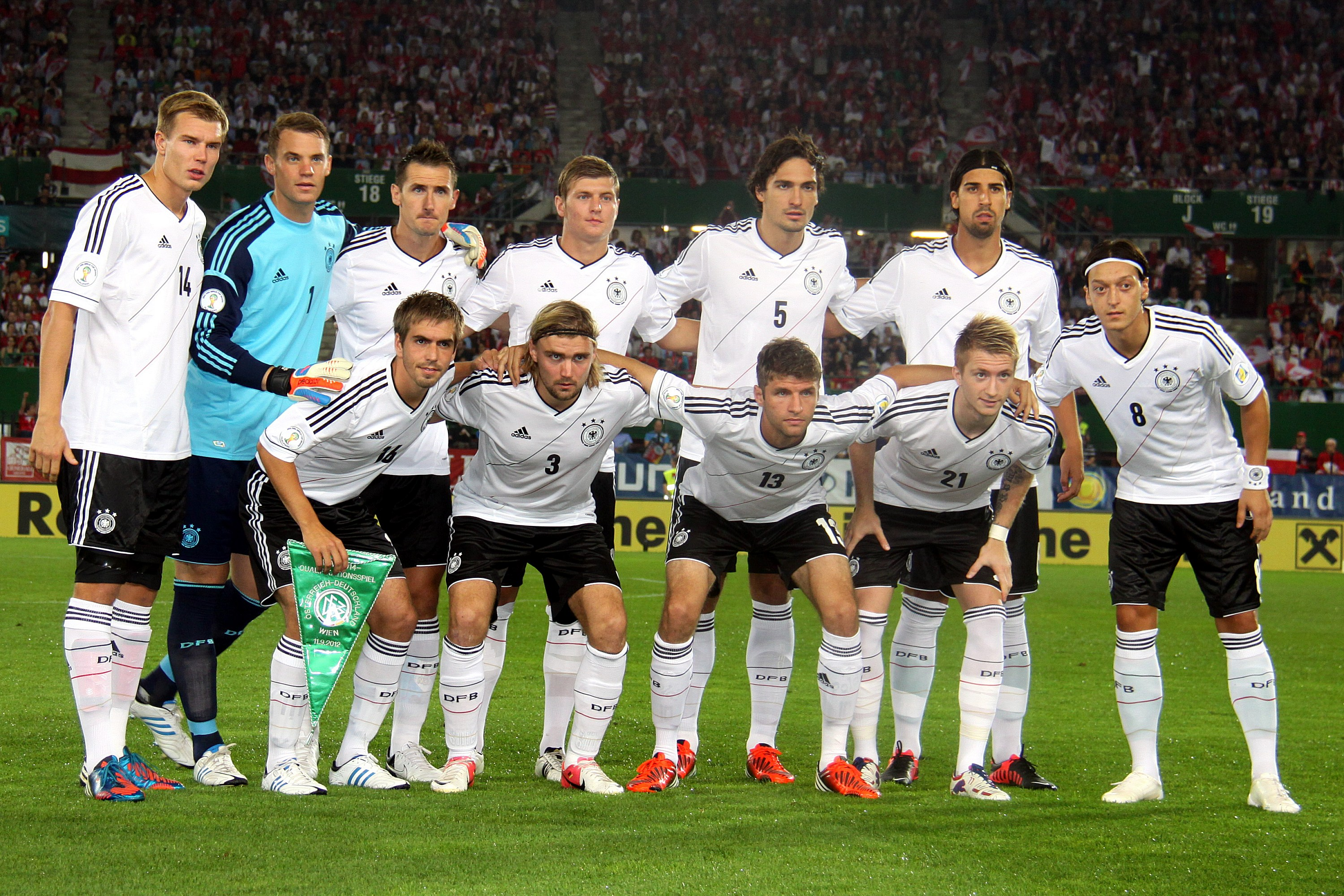
تیم ملی فوتبال مردان آلمان در سال ۲۰۱۲

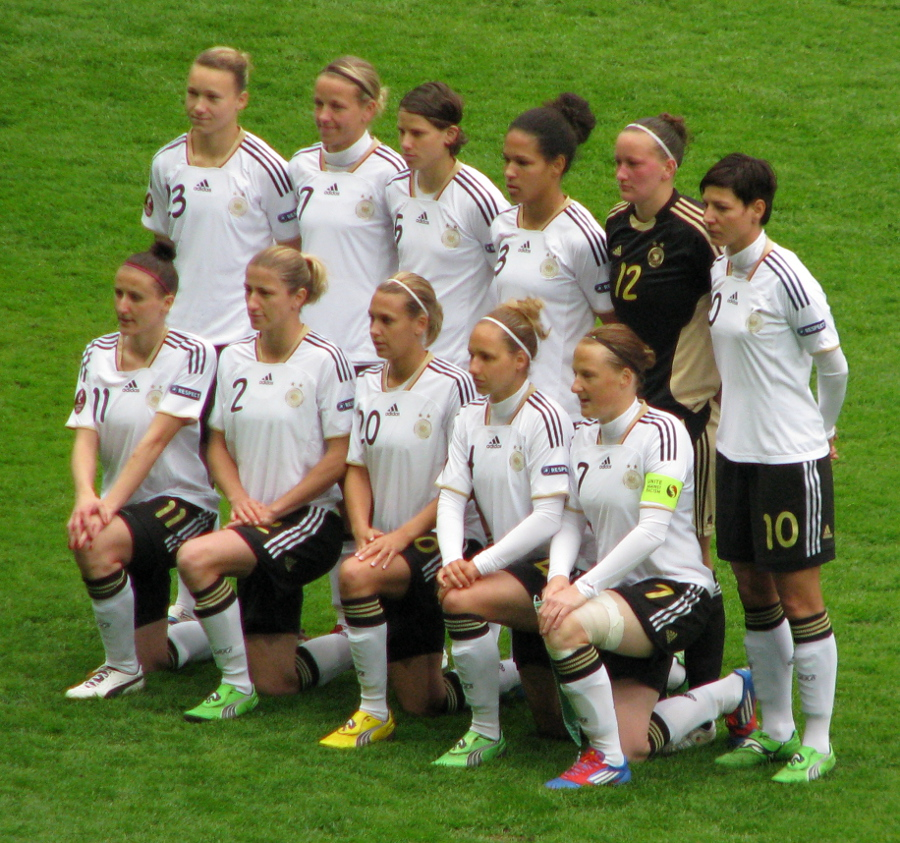
تیم ملی فوتبال زنان آلمان در سال ۲۰۱۲

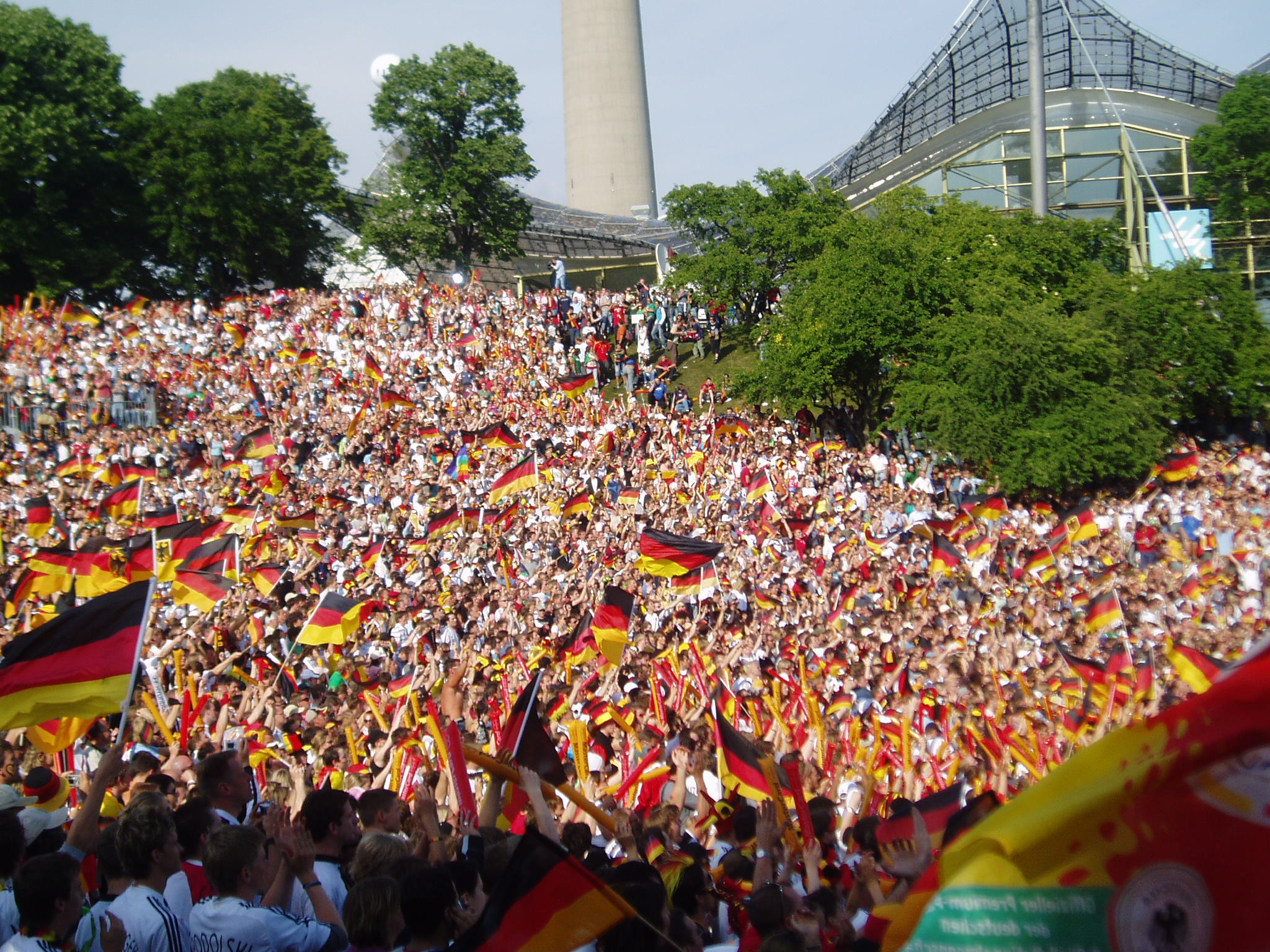
طرفداران فوتبال در پارک المپیک شهر مونیخ سال ۲۰۰۶

### شرکت در رقابت‌های اروپایی
تحت رتبه‌بندی جدید، آلمان چهار سهمیه لیگ قهرمانان اروپا و سه سهمیه لیگ اروپا دارد.

## بازیکنان خارجی در آلمان
بازیکنان فوتبالیست خارجی زیادی در لیگ‌های حرفه ای فوتبال آلمان حضور داشته و دارند. در نوامبر ۲۰۰۹، ۲۴۹ بازیکن در بوندس‌لیگا یا ۴۵٪ کل بازیکنان و ۱۴۵ بازیکن در بوندس‌لیگا ۲ یا ۳۱٪ کل بازیکنان، خارجی بودند. و همچنین در لیگا ۳ درصد خارجی‌ها ۱۵٪ بود.